# Форталеза (агломерация)

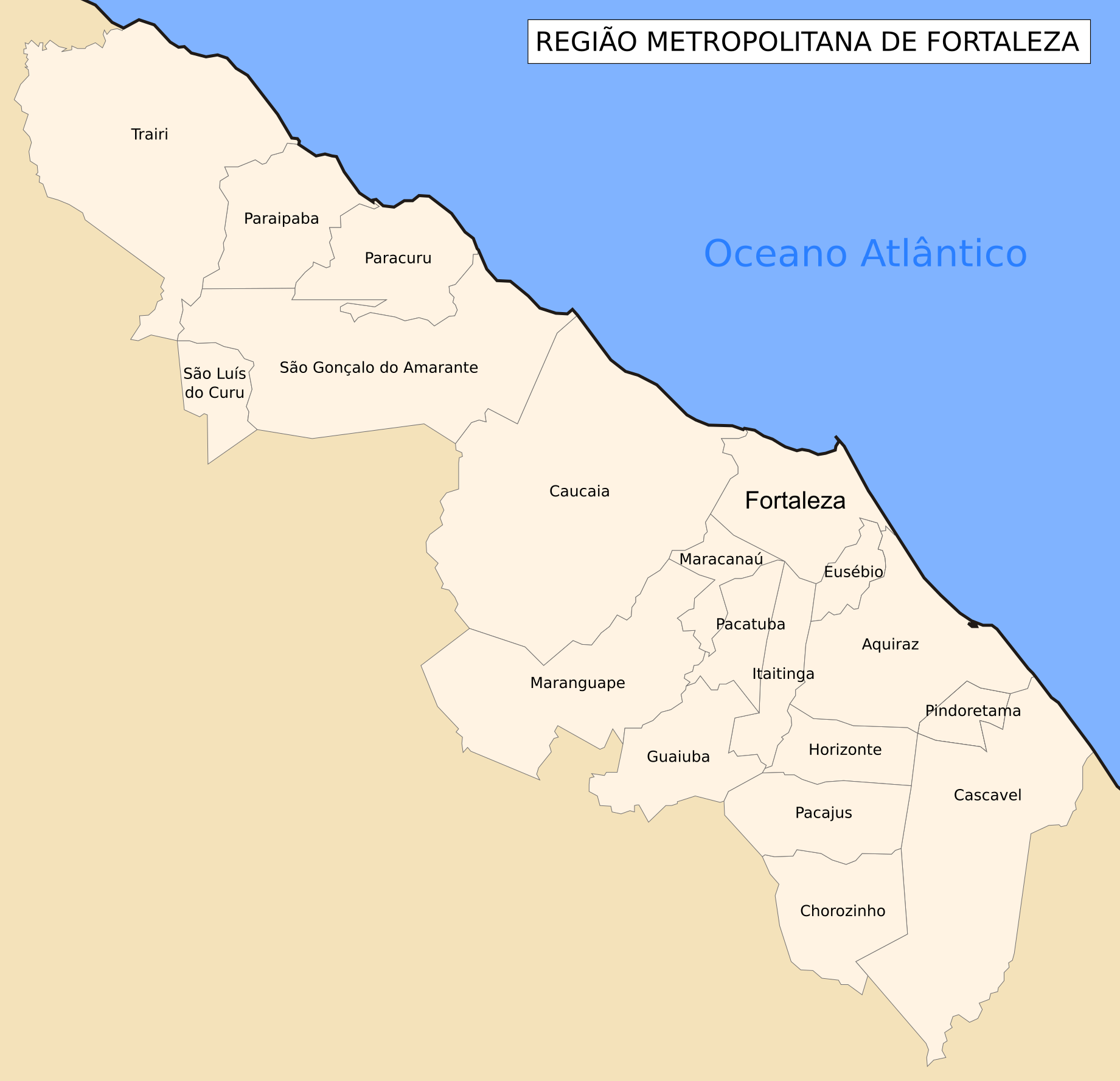
Форталеза на карте.

Форталеза (порт. Região Metropolitana de Fortaleza)  —  крупная городская агломерация в Бразилии. Центр — город Форталеза в штате Сеара. Население составляет 3.436.515 человек на 2007 год и 3.818.380 человек на 2014 год. Занимает площадь 4.872 км². Плотность населения — 784 чел./км².

## Статистика
- Валовой внутренний продукт на 2004 составляет 21.655.752.000 реалов (данные: Бразильский институт географии и статистики).
- Валовой внутренний продукт на душу населения на 2004 составляет 6.619,33 реалов (данные: Бразильский институт географии и статистики).
- Индекс развития человеческого потенциала на 2000 составляет 0,767 (данные: Программа развития ООН).

## Состав агломерации
В агломерацию входят следующие муниципалитеты:
1. Каукайа
2. Шорозинью
3. Форталеза
4. Гуаиуба
5. Оризонти
6. Итайтинга
7. Мараканау
8. Марангуапи
9. Пакажус
10. Пакатуба
11. Сан-Гонсалу-ду-Амаранти

## Примечания

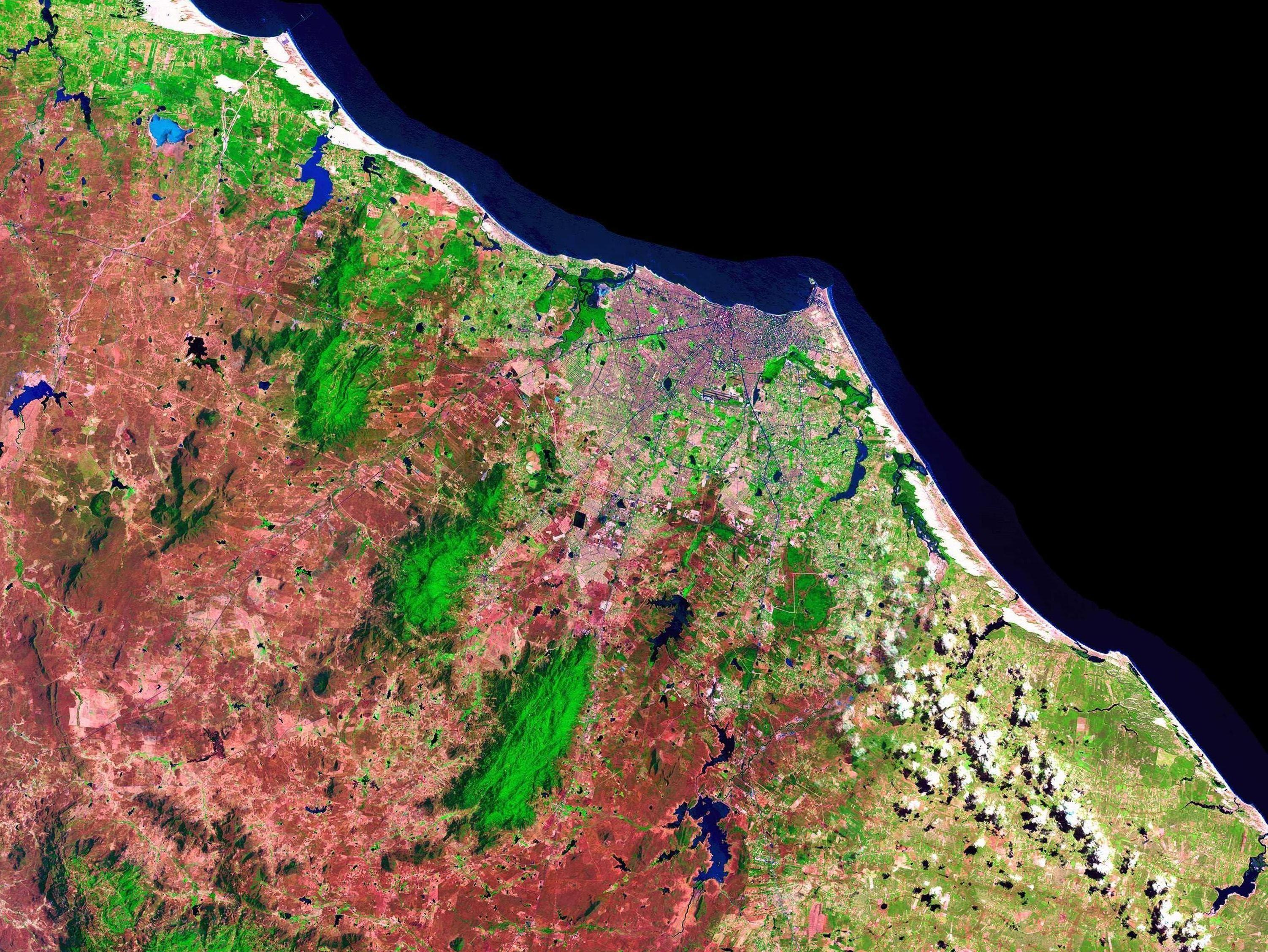